# 아림초등학교
아림초등학교(娥林初等學校)는 대한민국 경상남도 거창군에 있는 공립 초등학교이다.

## 학교 연혁
- 2004년 4월 28일: 개교

## 참고 자료
- 아림초등학교 - 한국교육학술정보원 학교알리미